# Anton Stirling
Anton Stirling (* 10. Juli 1926 in Neckenmarkt; † 13. November 2011 in Eisenstadt) war ein österreichischer römisch-katholischer Priester. Von 1977 bis 1984 war er Generalvikar der Diözese Eisenstadt.

## Leben
Stirling empfing am 29. Juni 1950 die Priesterweihe und wirkte ein Jahr lang als Kaplan in Pinkafeld. Von 1964 bis 2009 war er in verschiedenen Positionen, vor allem als Richter, am Diözesangericht Eisenstadt tätig. 1970 wurde er Mitglied des Kathedralkapitels zum hl. Martin, dessen Vorsitz er 1984 als Dompropst einnahm. Der Diözesanbischof Stephan László ernannte ihn 1977 zum ersten Generalvikar der Diözese Eisenstadt, dessen Nachfolger im Amt 1984 Paul Iby antrat. Stirling war Vorsitzender für den Seligsprechungsprozess von Ladislaus Batthyány-Strattmann.

## Auszeichnungen
- 1964: Päpstlicher Ehrenkaplan (Monsignore)
- 1977: Päpstlicher Ehrenprälat
- 1990: Großes Ehrenzeichen des Landes Burgenland
- 1995: Apostolischer Protonotar
- 1996: Ehrenbürger der Gemeinde Neckenmarkt